# Державна фармакопея України
Держа́вна фармакопе́я Украї́ни, або ДФУ — правовий акт, що містить загальні вимоги до лікарських засобів, фармакопейні статті, а також методики контролю якості лікарських засобів.

## Історія та опис
1998 року Україна єдина серед країн колишнього СРСР має свою національну Фармакопею — ДФУ 1-го видання (ДФУ 1), яку введено в дію з 1 жовтня 2001 р. Розробником ДФУ є Державне підприємство «Український науковий фармакопейний центр якості лікарських засобів» під керівництвом доктора хімічних наук Олександра Гризодуба. У розробці, рецензуванні й доопрацюванні загальних статей і монографій ДФУ взяли участь провідні спеціалісти вищої школи, академічних і галузевих інститутів, контролюючих органів, фармацевтичних підприємств, фармацевтична громадськість.
ДФУ гармонізована з Європейською Фармакопеєю, що відповідає курсу України на інтеграцію до ЄС та її статусу спостерігача у Європейській Фармакопеї (з 1998). Тому загальні статті та монографії ДФУ складаються із двох взаємозалежних частин — європейської, ідентичної відповідній статті Європейської Фармакопеї, і національної, що враховує специфіку сучасного стану фармацевтичного виробництва України. Національна частина не суперечить європейській, а містить додаткові вимоги до ЛП, які не випускаються за умовами належної виробничої практики (GMP), встановленими у ЄС. У національну частину включені також додаткові інформаційні матеріали та альтернативні методики. ДФУ містить такі розділи: «Загальні зауваження», «Методи аналізу», «Реактиви», «Загальні тексти», «Загальні статті на лікарські форми», «Загальні монографії», «Монографії», «Гомеопатичні лікарські засоби» тощо. Для збереження гармонізації з Європейською Фармакопеєю, яка щорічно доповнюється, проводиться доповнення ДФУ.
На даний момент є 4 доповнення ДФУ.
Найважливіші матеріали ДФУ публікуються в журналі «Фармаком» для обговорення.